# Christoph II. (Baden-Rodemachern)

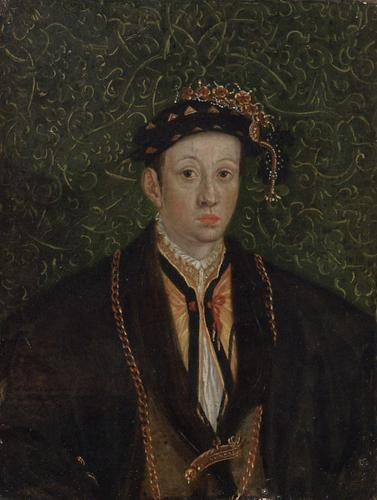
Christoph II. von Baden-Rodemachern

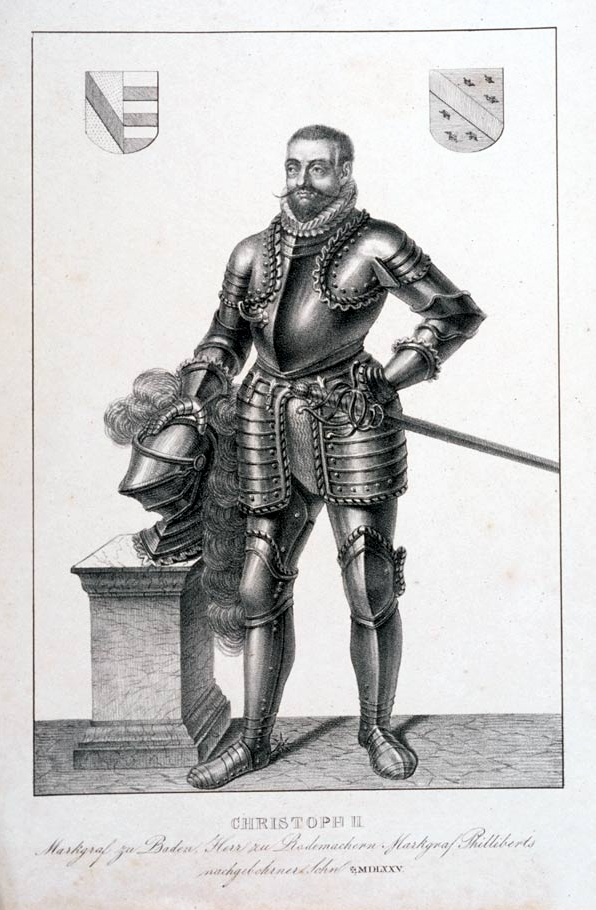
Christoph II. im Panzer

Christoph II. von Baden-Rodemachern (* 26. Februar 1537; † 2. August 1575 in Rodemachern) war Markgraf von Baden zu Rodemachern.

## Leben
Christoph II. war der zweite Sohn von Bernhard III. von Baden-Baden und der Franziska (Françoise) von Luxemburg.
Christoph II. trat, als er 1556 mündig geworden war, die Rechte an Baden-Baden an seinen älteren Bruder Philibert gegen ein Jahrgeld von 4 000 Gulden ab und erhielt als Apanage die Markgrafschaft Baden-Rodemachern, womit er eine eigene Nebenlinie des Hauses Baden-Baden stiftete.
Anschließend begab er sich auf Reisen. Von 1557 war er in den Niederlanden und wohnte den Feldzügen der spanischen Armee bei, bis er 1561 nach Schweden ging, wo er sich 1564 mit einer Schwester des Königs Erich XIV. von Schweden vermählte. Hierauf kehrte er nach Rodemachern zurück, baute ein Schloss und führte eine verschwenderische Hofhaltung; 1565 reiste er nach London, wo ihn die Königin Elisabeth ehrenvoll aufnahm, häufte dort Schulden auf Schulden und konnte 1566 das Land nicht eher verlassen, als bis die Königin für ihn Bürgschaft geleistet hatte.
1566 erbte er von seiner Mutter die Herrschaften Useldingen, Pittingen, die diese als Wittum hatte. Die Erbschaft umfasste ferner die Herrschaft Roussy, die seine Mutter von ihrem Vater geerbt hatte. Da er seinen Aufwand nicht einschränkte und durch die Religionsunruhen auch sein Land litt, so kam er immer tiefer in Schulden und ging schließlich nach Schweden, wo er an der Seite Schwedens gegen Dänemark kämpfte und ihm sein Schwager, König Johann III. von Schweden, die Insel Ösel zu Lehen gab. Erst nach mehreren Jahren kehrte er ins Heilige Römische Reich zurück und starb 1575. Sein Sohn Eduard Fortunat folgte ihm unmündig.

## Ehe und Nachkommen
Markgraf Christoph II. heiratete am 11. November 1564 Cäcilie Wasa (* 6. November 1540; † 27. Januar 1627), die Tochter von König Gustav I. von Schweden. Aus der Ehe gingen folgende Kinder hervor:
- Eduard Fortunat (* 17. September 1565; † 18. Juni 1600), Markgraf von Baden-Rodemachern und dann von Baden-Baden
- Christoph Gustav[2] (* 13. August 1566; † 18. Januar 1609)
- Philipp III. (* 15. August 1567; † 6. November 1620), Markgraf von Baden-Rodemachern
- Karl[3] (* 7. März 1569; † 1590)
- Bernhard (* Dezember 1570; † Februar 1571)
- Johann Karl[4] (* 1572; † 29. Januar 1599), Malteserritter